# Annemarie Schradiek
Annemarie Schradiek (* 23. Oktober 1907 in Hamburg; † 2. März 1993 ebenda) war eine deutsche Schauspielerin.

## Leben und Wirken

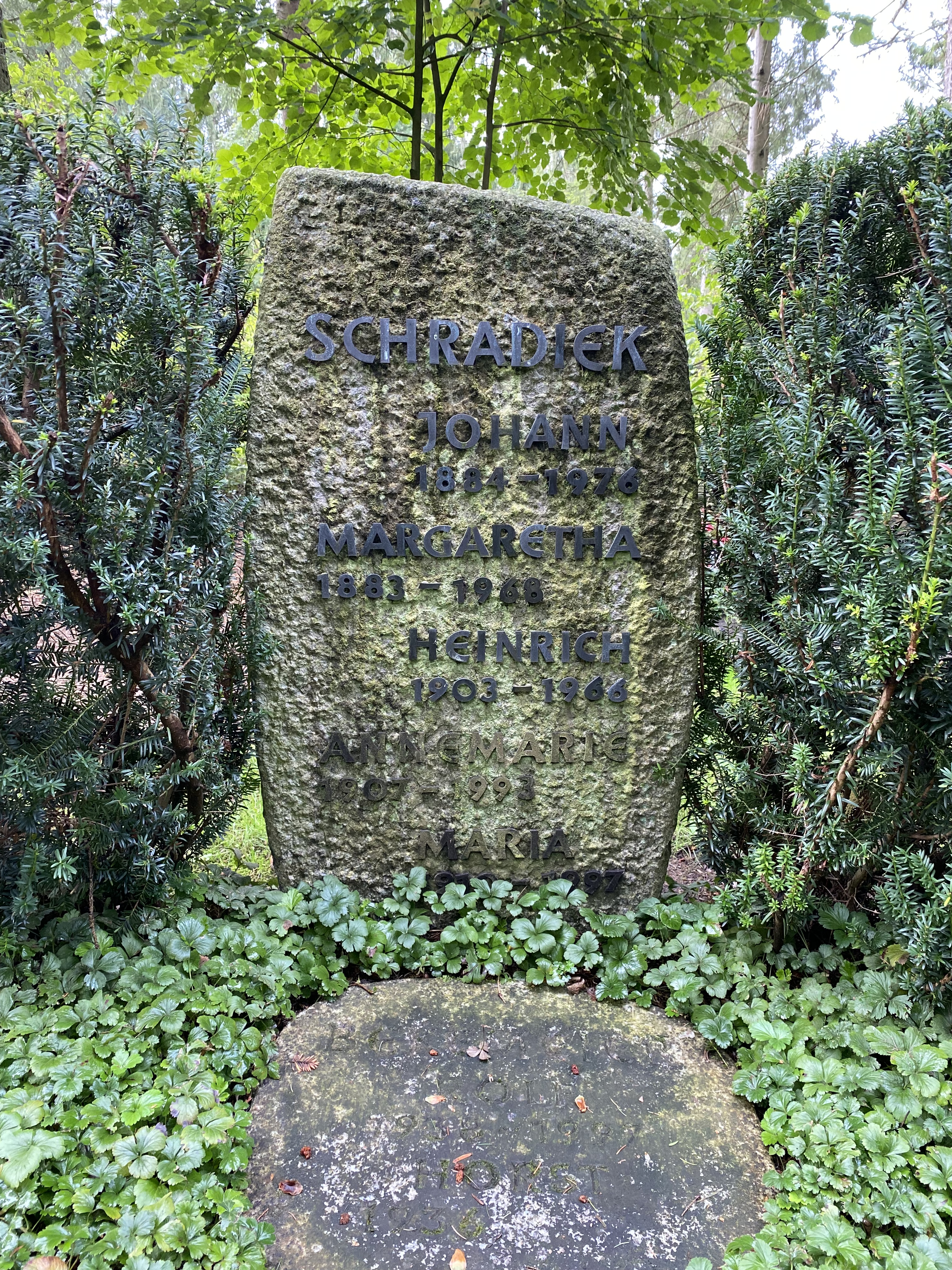
Grabstätte

Nach privatem Schauspielunterricht wurde sie, noch nicht volljährig, als Anfängerin ans Stadttheater Bremen engagiert. Von 1929 bis 1936 war sie Ensemblemitglied des Nationaltheaters Mannheim. 1935 heiratete sie Julius Hatry. Ihr Ensemblevertrag in Mannheim wurde nicht verlängert, da Hatry im Sinne der NS-Rassegesetze „Vierteljude“ war. Seit 1936 war sie am Deutschen Volkstheater Altona und nach der Fusion bis 1947 am Hamburger Schauspielhaus engagiert. 1945 wirkte sie bei einer Jedermann-Aufführung in der Eppendorfer Johanniskirche, der ersten Theateraufführung nach dem Krieg in Hamburg mit. 1947 war sie bei Willy Maertens am Thalia Theater unter Vertrag. 1948/49 an den Hamburger Kammerspielen. Mit deren Leiterin Ida Ehre, die sie aus Mannheim kannte, war sie persönlich befreundet. Seit 1949 war sie freiberuflich tätig und zog 1954 mit den drei Söhnen nach Mannheim, wo ihr Mann inzwischen das Immobiliengeschäft seines Vaters übernommen hatte. Ihre Tätigkeit umfasste neben Theater, Radio, Synchron und Fernsehen. Schon seit 1952 wirkte sie bei dem Testfernsehen des NWDR im Luftschutzbunker auf dem Heiligengeistfeld mit. 
1987 kehrte sie in ihre Geburtsstadt Hamburg zurück und verstarb dort 1993 im Alter von 85 Jahren. Annemarie Schradiek wurde auf dem Friedhof Volksdorf beigesetzt.

## Theater (wichtigste Rollen)

### Stadttheater Bremen (1927–1929)
- Puck in Ein Sommernachtstraum von William Shakespeare
- Cordelia in König Lear von William Shakespeare
- Eve in Der zerbrochne Krug von Heinrich von Kleist

### Nationaltheater Mannheim (1929–1936)
- Jessica in Der Kaufmann von Venedig von William Shakespeare
- Hero in Viel Lärm um Nichts von William Shakespeare
- Recha in Nathan der Weise von Gotthold Ephraim Lessing
- Hermia in Ein Sommernachtstraum von William Shakespeare
- Gretchen in Faust I von Johann Wolfgang Goethe
- Luise in Kabale und Liebe von Friedrich Schiller
- Bianca in Der Widerspenstigen Zähmung  von William Shakespeare
- Marikke in Johannisfeuer von Hermann Sudermann

### Deutsches Volkstheater Altona (1936–1944)
- Natalie in Der Prinz von Homburg von Heinrich von Kleist
- Klärchen in Egmont von J.W. Goethe
- Solveig in Peer Gynt von Henrik Ibsen
- Hannele in Hanneles Himmelfahrt von Gerhart Hauptmann
- Viola in Was ihr wollt von William Shakespeare
- Minna in Minna von Barnhelm von G.E. Lessing
- Julia in Romeo und Julia  von William Shakespeare
- Emilia in Emilia Galotti von G.E. Lessing
- Thekla in Die Piccolomini/Wallensteins Tod von Friedrich Schiller
- Johanna in Die heilige Johanna von George Bernard Shaw
- Marie in Clavigo von J.W. Goethe
- Magdalena in Magdalena von Ludwig Thoma
- Haitang in Der Kreidekreis von Johannes von Guenther

### Schauspielhaus Hamburg (1944–1947)
- Martha Bernick in Die Stützen der Gesellschaft von Henrik Ibsen
- Awah in Die Sündflut von Ernst Barlach
- Ismene in Antigone von Sophokles
- Lucile in Dantons Tod von Georg Büchner

### Thalia-Theater Hamburg 1947
- Alkmene in Ausflug mit Damen von Friedrich Michael

### Hamburger Kammerspiele (1947–1952)
- Kassandra in Die Troerinnen von Euripides/Franz Werfel
- Katharina Parr in Die sechste Frau von Max Christian Feiler
- Magda Hauff in Die Verschwörung von Walter Erich Schäfer
- Fernande in Die Frau deiner Jugend  von Jacques Deval
- Gräfin Geschwitz in Die Büchse der Pandora von Frank Wedekind
- Tante Fränzchen in Heimat von Hermann Sudermann
- Miss Prism in Bunbury von Oscar Wilde

### Nationaltheater Mannheim (seit 1955)
- Tante Alicia in Gigi von Colette
- Mutter Edith Frank in Das Tagebuch der Anne Frank von Goodrich/Hackett
- Lydia Barbent in Heiraten ist immer ein Risiko von Saul O’Hara
- Fonsia Dorsay in Gin Rommé von Donald L. Coburn

### Ulmer Theater (1967–1969)
- Die Irre in Die Irre von Chaillot von Jean Giraudoux
- La Poncia in Bernarda Albas Haus von Federico García Lorca (auch am Theater der Stadt Heidelberg und an den Hamburger Kammerspielen)
- Mutter in Ganze Tage in den Bäumen von Marguerite Duras
- Trude in Die Zimmerschlacht von Martin Walser

### Hamburger Kammerspiele seit 1969
- Opal Kronke in Lumpen von John Patrick (1978)
- Luise Maske in Der Snob von Carl Sternheim (1980)
- Alte Trojanerin in Der Untergang von Walter Jens (1983)
- Joan Challis in Goldene Jahre von Gordon Dryland (zum 60. Bühnenjubiläum 1987)
- Abtissin in Der Lügner und die Nonne von Curt Goetz (1989)

Außerdem hatte sie diverse Rollen in Heidelberg, Köln, Bremen, Kassel, Bamberg, Berlin und Braunschweig.

## Hörspiele (Auswahl)
- Falsch verbunden von Lucille Fletcher (NWDR Hamburg 1949, Fritz Schröder-Jahn)
- Die gekaufte Prüfung von Günter Eich (NWDR Hamburg 1950, Fritz Schröder-Jahn)
- 1951: Heinz Gartmann: Der Weg zum Weltraumschiff. Hörfolge über die Entwicklung der Raketen – Regie: Fritz Schröder-Jahn (Hörbild – NWDR Hamburg)
- 1952: Hans Rothe: Verwehte Spuren (Mutter) – Regie: Gerd Fricke (Hörspielbearbeitung – NWDR Hamburg)
- 1953: Albert Mähl: Hinterm Deich. Ein Hörspiel über Leute an der Westküste

(Gesine Brütt, Frau des Zollinspektors) – Regie: Günter Jansen (Original-Hörspiel, Mundart-Hörspiel – NWDR Hamburg)
- Meine sieben jungen Freunde von Günter Eich (NDR 1960, Gustav Burmester)
- Besuch im Pfarrhaus von Ilse Aichinger (NDR 1961, Kraft-Alexander zu Hohenlohe-Oehringen)
- Onkelchens Traum nach Fjodor Michailowitsch Dostojewski (SDR 1962, Walter Knaus)
- Dreht euch nicht um von Hans-Joachim Haecker (NDR, Fritz Schröder-Jahn)
- Bornhofer von Walter Kolbenhoff (NDR 1963, Fritz Schröder-Jahn)
- Keine Ankunft in Athen von Rino Sanders (NDR 1964, Hans Rosenhauer)
- 1964: Hans Daiber: Das Kummerbuch. Funkerzählung (Madame Gagnaire, Concierge) – Regie: Joachim Hoene (Original-Hörspiel – SDR)
- 1965: Kay Hoff: Konzert an vier Telefonen (Frau) – Regie: Horst Loebe (Hörspiel – SR/RB)
- Abendliche Häuser von Eduard von Keyserling (BR 1967, Fritz Schröder-Jahn)
- Abendkurs von Harold Pinter (SWF/WDR 1967, Fritz Schröder-Jahn)
- Der stumme Schrei von Hilda Lawrence (NDR 1987, Hans Rosenhauer)
- Nekropole von Helga Novak (SDR 1989, Ursula Langrock)

## Synchron
- Marie Ney (Patience) in Riff-Piraten von Alfred Hitchcock (1939)
- Leopoldine Konstantin (Madame Sebastian) in Berüchtigt von Alfred Hitchcock (1946) – 2. Synchronfassung
- Marjorie Fielding (Mutter) in Mandy von Alexander Mackendrick (1952)
- Brenda De Banzey (Miss McNab) in Flammen über Fernost von Robert Parrish (1954)
- Katie Johnson (Mrs. Wilberforce) in Ladykillers von Alexander Mackendrick (1955)
- Sylvie (Madame Bertini, die Greisin) in Die unwürdige Greisin von René Allio (1965)
- Unter Fremden von Cynthia Scott (1990)

## Fernsehen
- Die verschlossene Tür von Fred von Hoerschelmann (NWDR 1953, Fritz Schröder-Jahn)
- Die Geishas des Captain Fisby nach Vern Sneider (NWDR 1953, Gustav Burmester)
- Der Hecktaler von Hansjürgen Weidlich nach Nikolai Semjonowitsch Leskow (NWDR 1954, Bernard Thieme)
- Der Besuch der alten Dame von Friedrich Dürrenmatt (SWF 1959, Ludwig Cremer)
- Hexenjagd von Arthur Miller (SR 1960, Ludwig Cremer)
- Picknick im Felde von Fernando Arrabal (SWF 1962, Peter Lilienthal)
- Haben von Julius Hay (NDR 1964, Rolf Hädrich)
- Guernica – Jede Stunde verletzt und die letzte tötet von Fernando Arrabal (SWF 1964, Peter Lilienthal)
- Seraphine (SFB 1965, Peter Lilienthal)
- Das Millionenspiel (WDR 1970, Tom Toelle)
- Ein Mann ist soeben erschossen worden (ZDF 1985, Thomas Engel)
- Laufen, leiden, länger leben (NDR 1986, Christian Görlitz)